# Katalog der Geobasisdaten
Der Katalog der Geobasisdaten (Geobasisdatenkatalog) ist in der Schweiz eine katalogartige Auflistung sämtlicher Geodaten, die von einem Recht setzenden Gemeinwesen (Bund, Kanton, Gemeinde oder andere) durch Verknüpfung mit zugrunde liegenden Rechtserlassen zu Geobasisdaten erhoben wurden. Seine Funktion ist neben einer Visualisierung der durch das Geoinformationsrecht erfassten Geo(basis)daten die Datenbestand-spezifische Zuweisung von zuständigen Stellen und weiteren rechtlich relevanten Attributen (Legalattribute).
Der Geobasisdatenkatalog wird in der Regel selber in einem Rechtserlass publiziert (meist in Form eines Anhanges eines Exekutiverlasses).
In der Schweiz gibt es Geobasisdatenkataloge seit dem 1. Juli 2008, zunächst auf Stufe der Schweizerischen Eidgenossenschaft (Katalog der Geobasisdaten nach Bundesrecht). Dieser enthält zurzeit 181 Geobasisdaten mit Angaben zu ihrer konstituierenden Rechtsgrundlage aus der Sammlung des Schweizer Rechts sowie der zuständigen Stellen. Bei 77 Geobasisdaten werden die Zuständigkeiten an die Kantone (und/oder Gemeinden) delegiert.
Im Anschluss hieran werden auf kantonaler, später auch auf gemeindlicher Stufe weitere Geobasisdatenkataloge erlassen. Diese nehmen vorderhand die zugewiesenen Geobasisdaten des übergeordneten Gemeinwesens (beim kantonalen Katalog die Geobasisdaten nach Bundesrecht in Zuständigkeit der Kantone und beim gemeindlichen Katalog die Geobasisdaten nach Bundes- und Kantonsrecht in Zuständigkeit der Gemeinden) auf und werden durch weitere Geobasisdaten basierend auf der eigenen Rechtsetzung ergänzt. So entsteht eine hierarchische Verflechtung der einzelnen Katalogwerke.

## Übersicht über die Geobasisdatenkataloge von Bund, Kantonen und Gemeinden
Folgende Geobasisdatenkataloge sind zurzeit rechtskräftig erlassen:

### Stufe Eidgenossenschaft
| Wappen | Gemeinwesen                           | Rechtserlass                                                                           | erstmals in Kraft am | letzte Änderung in Kraft am | Link |
| ------ | ------------------------------------- | -------------------------------------------------------------------------------------- | -------------------- | --------------------------- | --- |
| CH     | Schweizerische Eidgenossenschaft (CH) | Verordnung über Geoinformation (Geoinformationsverordnung, GeoIV, SR 510.620) Anhang 1 | 1. Juli 2008         | 1. Januar 2015              | GBDK-CH bundesrechtlich (de) CGDB-CH selon le droit fédéral (fr) CGDB-CH secondo il diritto federale (it) nicht offizielle rätoromanische Übersetzung: CGDB-CH suenter il dretg federal (rm) |

### Stufe Kantone
| Wappen | Gemeinwesen                        | Rechtserlass | erstmals in Kraft am | letzte Änderung in Kraft am | Link |
| ------ | ---------------------------------- | --- | -------------------- | --------------------------- | --- |
| ZH     | Kanton Zürich (ZH)                 | Kantonale Geoinformationsverordnung (KGeoIV, LS 704.11) Anhänge 1, 2                                                                    | 1. November 2012     | 1. April 2014               | GBDK-ZH bundesrechtlich GBDK-ZH kantonsrechtlich |
| UR     | Kanton Uri (UR)                    | Reglement über Geoinformation (kantonales Geoinformationsreglement, kGeoIR, RB 9.3432) Anhänge 1, 2                                     | 1. Januar 2013       | 1. Januar 2013              | GBDK-UR bundesrechtlich GBDK-UR kantonsrechtlich |
| SZ     | Kanton Schwyz (SZ)                 | Verordnung zum kantonalen Geoinformationsgesetz (VVzKVGeoi, SRSZ 214.111) Anhänge 1, 2                                                  | 1. Januar 2013       | 1. Januar 2014              | GBDK-SZ bundesrechtlich GBDK-SZ kantonsrechtlich |
| OW     | Kanton Obwalden (OW)               | Ausführungsbestimmungen zum Geoinformationsgesetz (GDB 131.511) Anhänge 1, 2                                                            | 1. Januar 2013       | 1. Januar 2013              | GBDK-OW bundesrechtlich GBDK-OW kantonsrechtlich |
| NW     | Kanton Nidwalden (NW)              | Vollzugsverordnung zum kantonalen Geoinformationsgesetz (Kantonale Geoinformationsverordnung, kGeoIV, NG 214.21) Anhänge 1, 2           | 1. Dezember 2012     | 1. Dezember 2012            | GBDK-NW bundesrechtlich GBDK-NW kantonsrechtlich |
| GL     | Kanton Glarus (GL)                 | Verordnung zum Einführungsgesetz zum Geoinformationsgesetz (Kantonale Geoinformationsverordnung, kGeoIV, GS VII A/2/3) Anhänge 1.1, 2.1 | 1. September 2012    | 1. Januar 2014              | GBDK-GL bundesrechtlich GBDK-GL kantonsrechtlich |
| ZG     | Kanton Zug (ZG)                    | Geoinformationsverordnung (GeoIV-ZG, BGS 215.711) Anhänge 1, 2                                                                          | 1. Januar 2013       | 30. August 2014             | GBDK-ZG bundesrechtlich GBDK-ZG kantonsrechtlich |
| BS     | Kanton Basel-Stadt (BS)            | Geoinformationsverordnung (KGeoIV, SG 214.305) Anhänge I, II                                                                            | 1. September 2012    | 1. November 2013            | GBDK-BS bundesrechtlich GBDK-BS kantonsrechtlich |
| BL     | Kanton Basel-Landschaft (BL)       | Verordnung über Geoinformation (GeoVO, SGS 211.58) Anhänge I, II                                                                        | 1. Juli 2008         | 23. Januar 2013             | GBDK-BL bundesrechtlich GBDK-BL kantonsrechtlich |
| SH     | Kanton Schaffhausen (SH)           | Kantonale Geoinformationsverordnung (KGeoIV, SHR 211.501) Anhänge 2, 3                                                                  | 1. Januar 2014       | 23. Januar 2014             | GBDK-SH bundesrechtlich GBDK-SH kantonsrechtlich |
| AR     | Kanton Appenzell Ausserrhoden (AR) | kantonale Verordnung über Geoinformation (kGeoIV, bGS 723.101) Anhänge 1, 2                                                             | 1. November 2012     | 1. November 2012            | GBDK-AR bundesrechtlich GBDK-AR kantonsrechtlich |
| GR     | Kanton Graubünden (GR)             | Kantonale Geoinformationsverordnung (KGeoIV, BR 217.310)                                                                                | 15. Februar 2012     | 15. Februar 2012            | GBDK-GR bundesrechtlich (de) CGDB-GR suenter il dretg federal (rm) CGDB-GR secondo il diritto federale (it) GBDK-GR kantonsrechtlich (de) CGDB-GR suenter il dretg chantunal (rm) CGDB-GR secondo il diritto cantonale (it) |
| AG     | Kanton Aargau (AG)                 | Kantonale Geoinformationsverordnung (KGeoIV, SAR 740.111) Anhänge 1, 2                                                                  | 1. Januar 2012       | 1. Januar 2015              | GBDK-AG bundesrechtlich GBDK-AG kantonsrechtlich |
| TG     | Kanton Thurgau (TG)                | Verordnung zum Gesetz über Geoinformation (RB 211.442) Anhang 1                                                                         | 1. Januar 2012       | 15. Juli 2012               | GBDK-TG bundesrechtlich GBDK-TG kantonsrechtlich |
| TI     | Kanton Tessin (TG)                 | Regolamento della Legge cantonale sulla geoinformazione (RLCGI) (RL 9.5.1.1.1) Anhang 1                                                 | 1. Januar 2014       | 22. Januar 2014             | CGDB-TI secondo il diritto federale (it) CGDB-TI secondo il diritto cantonale (it) |
| VD     | Kanton Waadt (VD)                  | Règlement d'application de la loi sur la géoinformation (RLgéo-VD, RSV 510.62.1) annexes 1, 2                                           | 1. Januar 2013       | 1. Januar 2013              | CGDB-VD selon le droit fédéral (fr) CGDB-VD selon le droit cantonal (fr) |

### Stufe Gemeinden
| Wappen | Gemeinwesen                            | Rechtserlass | erstmals in Kraft am | letzte Änderung in Kraft am | Link                                                                                |
| ------ | -------------------------------------- | --- | -------------------- | --------------------------- | ----------------------------------------------------------------------------------- |
| 1630   | Gemeinde Glarus Nord GL (BFS-Nr. 1630) | Rechtsgrundlage des Kantons Glarus: Verordnung zum Einführungsgesetz zum Geoinformationsgesetz (Kantonale Geoinformationsverordnung, kGeoIV, GS VII A/2/3) Anhänge 1.2, 2.2, 3 | 1. September 2012    | 1. Juni 2013                | GBDK-C1630 bundesrechtlich GBDK-C1630 kantonsrechtlich GBDK-C1630 gemeinderechtlich |
| 1631   | Gemeinde Glarus Süd GL (BFS-Nr. 1631)  | Rechtsgrundlage des Kantons Glarus: Verordnung zum Einführungsgesetz zum Geoinformationsgesetz (Kantonale Geoinformationsverordnung, kGeoIV, GS VII A/2/3) Anhänge 1.2, 2.2, 3 | 1. September 2012    | 1. Juni 2013                | GBDK-C1631 bundesrechtlich GBDK-C1631 kantonsrechtlich GBDK-C1631 gemeinderechtlich |
| 1632   | Gemeinde Glarus GL (BFS-Nr. 1632)      | Rechtsgrundlage des Kantons Glarus: Verordnung zum Einführungsgesetz zum Geoinformationsgesetz (Kantonale Geoinformationsverordnung, kGeoIV, GS VII A/2/3) Anhänge 1.2, 2.2, 3 | 1. September 2012    | 1. Juni 2013                | GBDK-C1632 bundesrechtlich GBDK-C1632 kantonsrechtlich GBDK-C1632 gemeinderechtlich |